# Allianz Field
Het Allianz Field is een voetbalstadion in Saint Paul (Minnesota), een stad in de Verenigde Staten. De voetbalclub Minnesota United FC maakt gebruik van dit stadion. In het stadion is plaats voor 19.400 toeschouwers. De opening was gepland op 13 april 2019. Er was die dag een wedstrijd tussen de thuisclub en New York City FC.

## Gold Cup
Tussen 15 juni en 7 juli 2019 wordt de CONCACAF Gold Cup 2019 in de Verenigde Staten gehouden. In het Allianz Field zullen op toernooi twee groepswedstrijden worden gespeeld. De wedstrijden werden beide gespeeld op 18 juni 2019.
| № | Datum        | Wedstrijd                   | Uitslag | Gold Cup   | Toeschouwers |
| - | ------------ | --------------------------- | ------- | ---------- | ------------ |
| 1 | 18 juni 2019 | Panama – Trinidad en Tobago | 2 – 0   | Groepsfase | 19.418       |
| 2 | 18 juni 2019 | Verenigde Staten – Guyana   | 4 – 0   | Groepsfase | 19.418       |

## Afbeeldingen (bouw)

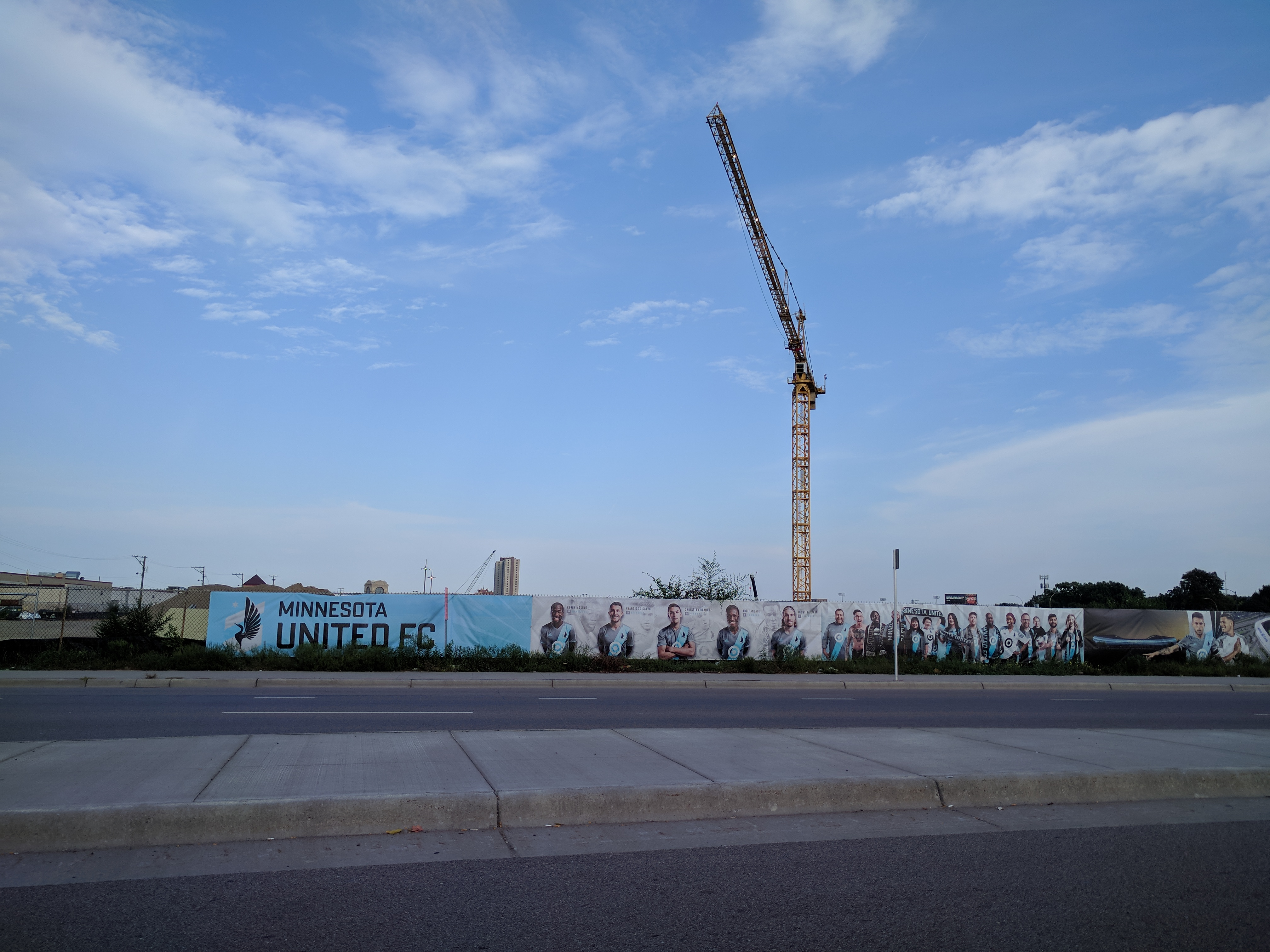
De bouw van het stadion in september 2017.
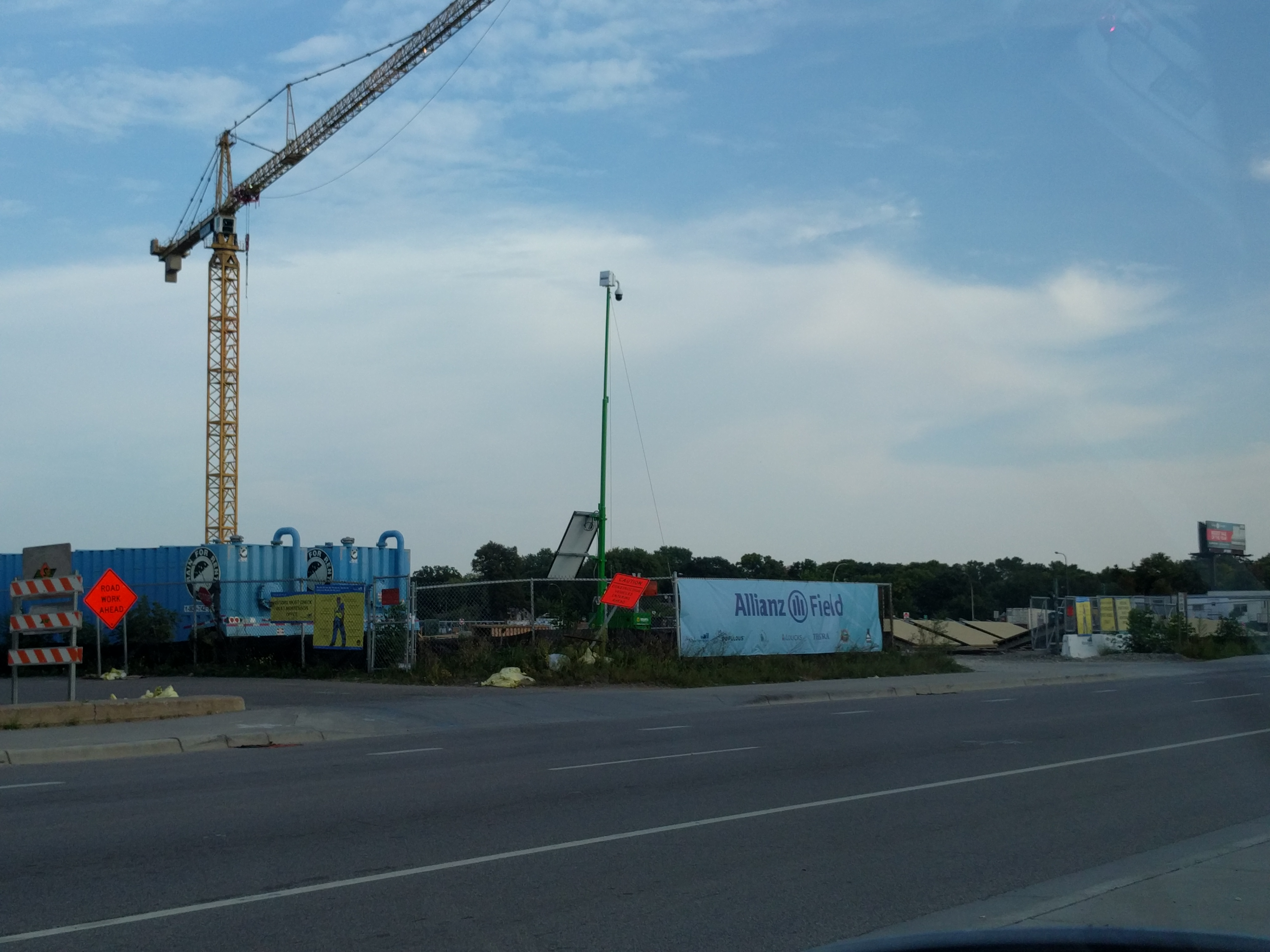
De bouw van het stadion in september 2017.
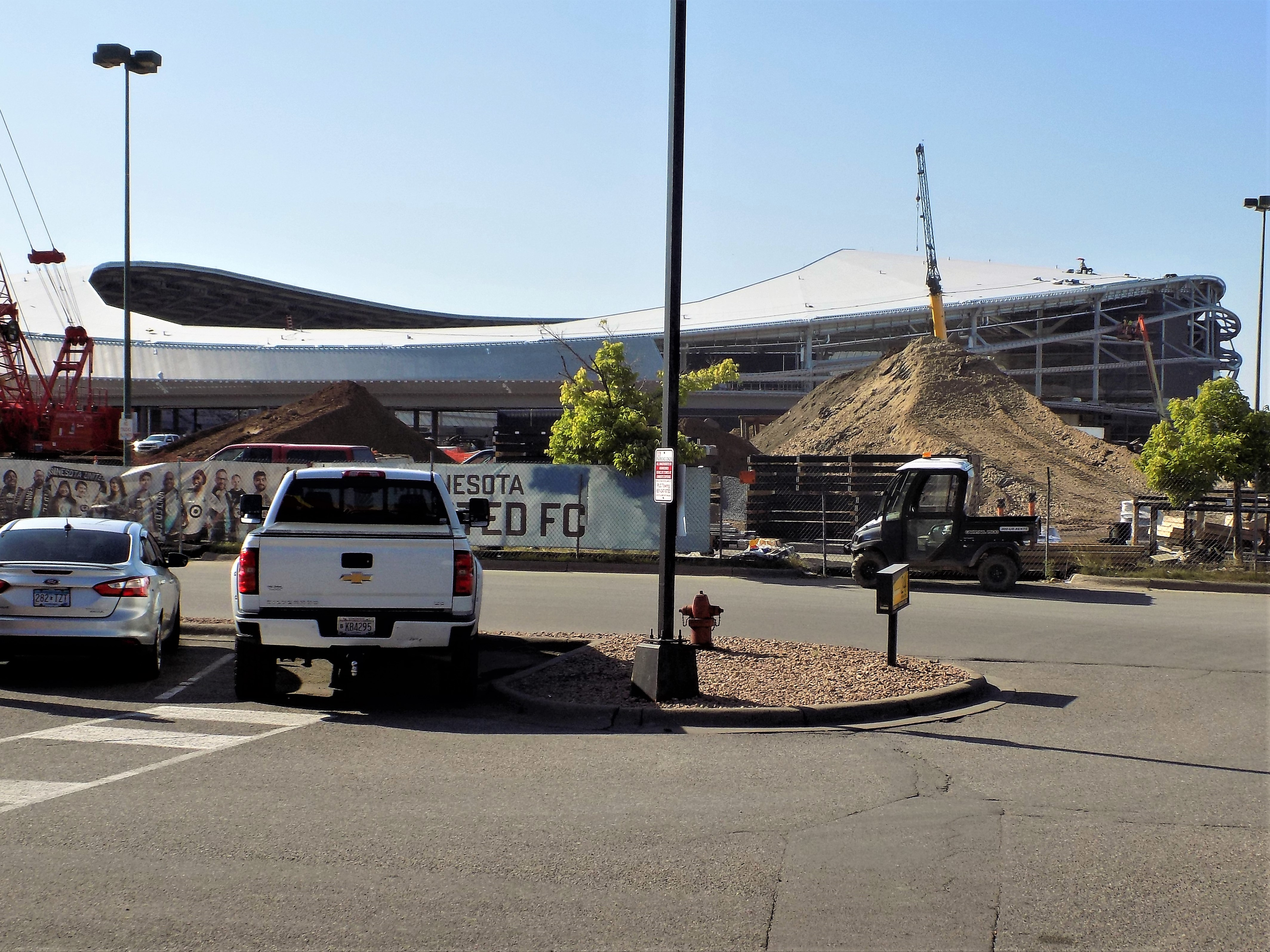
De bouw van het stadion in 2018.